# Don Diablo (telenovela)
Don diablo fue una miniserie del programa de televisión juvenil chileno Yingo, transmitido por Chilevisión. Se transmitió durante el segundo semestre del año 2010.
El primer episodio, transmitido el 27 de septiembre de 2010, tuvo 17 puntos de índice de audiencia. Su episodio final, transmitido el 28 de diciembre, marcó 11,5 puntos, quedando en segundo lugar de sintonía contra los 14 puntos de La familia de al lado.

## Argumento
Luciano Fernández (Felipe Armas), un tipo excéntrico -que en verdad es un diablo- con una alegría desbordante y muy llamativa, se presenta a su hijo, Ángel Bonilla Bonilla (Karol Lucero), un muchacho tranquilo y tímido que ha quedado huérfano tras la muerte de su madre, aplastada por un piano, además este está perdidamente enamorado de Malena Malebrán (Carolina Mestrovic), la chica más popular de su colegio, y a la cual conoció un mes antes en una playa.
Hay enredos, intrigas y tríos amorosos, donde aparecen los otros personajes claves y principales de la historia: Blanca (Kata), una joven buena -que en verdad es una ángel- que quiere a Ángel y hará todo por lograr su amor, su misión en la tierra es llevarlo por el buen camino pero luego comienza a enamorarse de él, se hace de un trío amoroso que inesperadamente termina enamorando del mejor amigo de Ángel; Virginia Santa Cruz (Yamna Lobos), una sexy profesora que atraerá incluso a "Carlangas" Gutiérrez (Rodrigo Avilés), uno de sus alumnos, el cual termina enamorándose de su profesora, pero finalmente se da cuenta de que está enamorado de "Blanquita"; Bastián Quintanilla (Iván Cabrera), un deportista atractivo e inteligente que tratará de separar a Malena de Ángel y Morgana (Mariuxi Domínguez), una malvada y ambiciosa diabla que quiere vengarse de Luciano y tomar su lugar en el trono infernal.

## Elenco
- Felipe Armas como Luciano Fernández "Lucifer".
- Karol Lucero como Ángel Bonilla Bonilla.
- Carolina Mestrovic como Malena Malebrán
- Kata como Blanca "Blanquita".
- Rodrigo Avilés como Carlos "Carlanga" Gutiérrez.
- Yamna Lobos como Virginia Santa Cruz.
- Mariuxi Domínguez como Morgana.
- Iván Cabrera como Bastián Quintanilla.
- Rolando Valenzuela como Radomiro Escafandra.
- Félix Soumastre como Alberto Del Rey.
- Faloon Larraguibel como Gina Plaza.
- Jaime Artus como Felipe "Pipo" López.
- Luna Albagli como Antonia Cañas.
- Jaime Campusano como Joaquín Malebrán.
- Paulina Hunt como Ernestina.
- Ramón Llao como Don Pedro.
- Jeannette Moenne-Loccoz como Elizabeth "Eli" Bonilla.
- Camilo Huerta como Otto.
- Paola Troncoso como Pancracia.
- Hardcorito Como Chago

### Participaciones especiales
- Rodrigo Salinas  como Ratoncito (Espejo de Morgana).
- Dania Pavez como Alumna del colegio.
- Rennys Perero como Rodrigo Bizio.
- brac pis como el bacanoso.
- Leo Caprile como Taxista.
- Ricardo Cantín como Barman.
- Valentín Trujillo como Actor invitado.
- Alexander Núñez como Alumno del colegio.
- Noelia Gramajo como Alumna del colegio.
- Ricardo Lagos Weber como Jurado de baile.
- Carlos Cruzat como Réferi de boxeo.